# 照林社
株式会社照林社（しょうりんしゃ）は、日本の医学・看護専門図書出版社。一ツ橋グループに属する。

## 沿革
- 1984年（昭和59年）11月 創業
- 1985年（昭和60年）4月 雑誌「エキスパートナース」創刊(発行：小学館、編集：照林社)
- 1987年（昭和62年）3月 「エキスパートナースムックシリーズ」刊行開始
- 1987年（昭和62年）9月 小学館より発行権移行、「発行：照林社、発売：小学館」となる
- 1989年（平成元年）5月 「ポケット版シリーズ」刊行開始
- 1992年（平成4年）6月 雑誌「エキスパートナース看護学生版」創刊
- 1999年（平成11年）3月 「エキスパートナース看護学生版」を「プチナース」に改称
- 2000年（平成12年）9月 小学館より発売権移行、「発行・発売：照林社」となる
- 2001年（平成13年）9月 「ナーシングフォーカスシリーズ」刊行開始
- 2005年（平成17年）2月 「早わかりノートシリーズ」刊行開始

## 発行している雑誌
- 「エキスパートナース」…毎月20日発売、看護職対象の月刊誌
- 「プチナース」…毎月10日発売、看護学生対象の月刊誌

## 発行しているムック
- 「エキスパートナースムック」シリーズ
- 「エキスパートナースムック・セレクト」シリーズ
- 「別冊エキスパートナース」シリーズ
- 「ナーシング・フォーカス」シリーズ
- 「エキスパートナース看護学生版」シリーズ　ほか

## 発行している書籍
- 人工呼吸ケアのすべてがわかる本
- パーフェクト看護技術マニュアル
- 「ポケット版」シリーズ…看護に役立つなぜ・何事典　ほか
- 「早わかりノート」シリーズ…早わかり看護聞き言葉辞典　ほか
- 「看護学生必修」シリーズ、「看護学生超入門」シリーズ　ほか